# قلعه جوق بزرگ
قلعه جوق بزرگ، روستایی از توابع بخش گرمخان شهرستان بجنورد در استان خراسان شمالی ایران است.

## جمعیت
این روستا در دهستان گرمخان قرار دارد و براساس سرشماری مرکز آمار ایران در سال ۱۳۸۵، جمعیت آن ۵۴ نفر (۱۲خانوار) بوده‌است.

## زبان
مردم این روستا کرد هستند و به زبان کردی حرف می زنند.